# Calvinia mirabilis
Calvinia mirabilis is een hydroïdpoliep uit de familie Halopterididae. De poliep komt uit het geslacht Calvinia. Calvinia mirabilis werd in 1900 voor het eerst wetenschappelijk beschreven door Nutting. 